# Parafia św. Antoniego z Padwy w Podłężu Królewskim
Parafia Świętego Antoniego z Padwy w Podłężu Królewskim – parafia rzymskokatolicka w Podłężu Królewskim. Należy do Dekanatu Truskolasy archidiecezji częstochowskiej. Została utworzona w 2001. Parafię prowadzą ojcowie Franciszkanie.